# رافاو شوکالا
رافاو مارک شوکالا (به انگلیسی: Rafał Szukała) (زادهٔ ۹ آوریل ۱۹۷۱) شناگر اهل لهستان است.